# Max Adler (herec)
Max Adler (* 17. ledna 1986, Queens, New York, USA) je americký herec. Mezi jeho nejznámější role patří Dave Karofsky v seriálu Glee či Tank v seriálu Záměna.

## Životopis
Narodil v Queens v New Yorku v židovské rodině. Po roce se s rodiči přestěhoval do Fountain Hills v Arizoně. Poté přesídlili do většího města, do Scottsdale v Arizoně. Navštěvoval střední školu Horizon, kde byl hlavním zpěvákem školního sboru. Po maturitě se přestěhoval do Los Angeles, aby se mohl věnovat své herecké kariéře. Max má mladšího bratra Jaka, který se narodil v roce 1992.

## Kariéra
Po několika různých rolích ve školních představení byl obsazen do malé vedlejší role školního sportovce a rváče Dava Karofskyho v televizním seriálu Glee. Autor Glee, Ryan Murphy byl zaujat jeho hraním a chtěl s ním více spolupracovat, a tak mu roli výrazně rozšířil.
V epizodě vysílané v listopadu 2010 s názvem Nepolíbená (angl. Never Been Kissed), je prozrazeno, že Karofsky pod svou výbušnou povahu skrývá homosexualitu. Adler se předtím ptal na motivaci své postavy, ale byl velmi překvapen scénou, kdy Karofsky políbí předmět svého šikanování, studenta Kurta Hummela (Chris Colfer). Na to dostal kladné odezvy přes sociální sítě Twitter, Tumblr a Facebook a komentoval to, že byl „rád, že představuje tak velkou skupinu lidí“.
Vysvětlil to, když řekl: „V posledních pár dnech jsem dostal mnoho děkovných zpráv od lidí z celého světa, protože buď jsou jako Karofsky, byli jako Karofsky nebo znají někoho jako on. Nyní jeho postava přestala se šikanováním a mezi ním a Kurtem panuje klid, ale zůstává nadále uzavřený“.
V říjnu 2013 bylo oznámeno, že Max si zahraje roli Tanka v seriálu Záměna.
V roce 2014 si zahrál ve filmu Believe Me.

## Osobní život
Max Adler se v roce 2013 zasnoubil v Římě se svojí dlouhodobou přítelkyní Jennifer Bronstein. Vzal si ji v prosinci 2015. V březnu 2020 se jim narodil syn Dylan Remington.

## Filmografie

### Film
| Rok       | Název                 | Role                     | Poznámky                                                                       |
| --------- | --------------------- | ------------------------ | ------------------------------------------------------------------------------ |
| 2006      | Posel ztracených duší | Craig                    | Televizní seriál, epizoda: „Giving Up the Ghost“                               |
| 2006      | What About Brian      | kluk                     | Televizní seriál, epizoda: „What About Denial...“                              |
| 2006      | Pepper Dennis         | namyšlený kluk           | Televizní seriál, epizoda: „Frat Boys May Lose Their Manhood — Film at Eleven“ |
| 2006      | Curt's Brain          | Thompson                 | krátký film                                                                    |
| 2007      | Viva Laughlin         | Chuck                    | Televizní seriál, epizoda: „What a Whale Wants“                                |
| 2007      | Demons                | Druhý kluk               | Televizní pořad                                                                |
| 2009      | Odložené případy      | Rookie '94               | Televizní seriál, epizoda: „Into the Blue“                                     |
| 2009      | Valley Peaks          | Anderson Lord Guthrie    | Televizní seriál, epizoda: „Welcome to the VP“                                 |
| 2009-2014 | Glee                  | Dave Karofsky            | Televizní seriál, vedlejší role                                                |
| 2010      | Město vlků            | Ben                      |                                                                                |
| 2010      | Obhájci               | Robert                   | Televizní seriál, epizoda: „Pilot“                                             |
| 2011      | Sweet Old World       | ženich                   |                                                                                |
| 2011      | The Glee Project      | hostující porotce        | Televizní pořad                                                                |
| 2012      | Poslední základna     | Stern                    | Televizní seriál, epizoda: „Pilot“                                             |
| 2013      | Kriminálka Las Vegas  | Kyle Banks               | Televizní seriál, epizoda: „Passed Pawns“                                      |
| 2013      | 23 Blast              | Cameron                  |                                                                                |
| 2013      | Detention of the Dead | Jimmy                    |                                                                                |
| 2014      | Záměna                | Tank                     | Televizní seriál, vedlejší postava                                             |
| 2014      | Saugatuck Cures       | Drew Callaghan           |                                                                                |
| 2014      | Believe Me            | pekař                    |                                                                                |
| 2015      | Spravedlnost v krvi   | Andy Fisher              | Televizní seriál, epizoda: „Power Players“                                     |
| 2015      | Teorie velkého třesku | Zombie                   | Televizní seriál, epizoda: „The Intimacy Acceleration“                         |
| 2016      | The Midnight Man      | Simmons                  |                                                                                |
| 2016      | Café Society          | Walt                     |                                                                                |
| 2016      | Sully                 | Jimmy Stefanik           |                                                                                |
| 2017      | Mope                  | Chris                    |                                                                                |
| 2018      | Fishbowl California   | Billy Kobrin             |                                                                                |
| 2018      | Snapshots             | Joe Muller               |                                                                                |
| 2019      | Radioflash            | policejní strážník       |                                                                                |
| 2020      | Chicagský tribunál    | strážník Stan Wojohowski |                                                                                |

### Televize
| Rok        | Název                                    | Role                  | Poznámky                                                 |
| ---------- | ---------------------------------------- | --------------------- | -------------------------------------------------------- |
| 2006       | Posel ztracených duší                    | Craig                 | díl: „Giving Up the Ghost“                               |
| 2006       | What About Brian                         | kluk                  | díl: „What About Denial...“                              |
| 2006       | Pepper Dennis                            | namyšlený kluk        | díl: „Frat Boys May Lose Their Manhood — Film at Eleven“ |
| 2007       | Viva Laughlin                            | Chuck                 | díl: „What a Whale Wants“                                |
| 2009       | Odložené případy                         | Rookie '94            | díl: „Rodinná tradice“                                   |
| 2009       | Valley Peaks                             | Anderson Lord Guthrie | díl: „Welcome to the VP“                                 |
| 2009-2014  | Glee                                     | Dave Karofsky         | vedlejší role, 29 dílů                                   |
| 2010       | Obhájci                                  | Robert                | díl: „Pilot“                                             |
| 2011       | The Glee Project                         | hostující porotce     | 2 díly                                                   |
| 2012       | Poslední základna                        | Stern                 | díl: „Captain“                                           |
| 2013       | Kriminálka Las Vegas                     | Kyle Banks            | díl: „Štěstí ze zastavárny“                              |
| 2014       | Záměna                                   | Tank                  | vedlejší role, 21 dílů                                   |
| 2015       | Spravedlnost v krvi                      | Andy Fisher           | díl: „Nátlak“                                            |
| 2015       | Teorie velkého třesku                    | Zombie                | díl: „Aklerace náklonnosti“                              |
| 2016       | Cooper Barrett's Guide to Surviving Life | Tommy Hench           | díl: „How to Survive Your Emotional Baggage“             |
| 2016       | Rizzoli & Isles: Vraždy na pitevně       | Steve Browning        | díl: „Konec služby“                                      |
| 2017       | Sběratelé kostí                          | Randy Stringer        | díl: „Mozek v robotovi“                                  |
| 2017       | Mladí a neklidní                         | Jesse Smith           | 7 dílů                                                   |
| 2017       | Noční směna                              | Steven Mason          | díl: „Turbulence“                                        |
| 2018       | Myšlenky zločince                        | Jimmy Mackenzie       | díl: „Na plný plyn“                                      |
| 2018, 2022 | The Flash                                | Jaco Birch            | 2 díly                                                   |
| 2018       | Vzhůru ke hvězdám                        | Derek Bagotti         | díl: „Reality Bites Back“                                |
| 2018       | Máma                                     | strážník Blankenship  | díl: „Phone Confetti and a Wee Dingle“                   |
| 2019       | Do temnoty                               | strážník Freer        | díl: „Tělo“                                              |
| 2019       | Hříšníci                                 | Eric                  | díl: „The Apple Doesn't Fall Far From the Alibi“         |
| 2019       | Záchranáři L. A.                         | Sam                   | díl: „V podezření“                                       |
| 2019       | The Filth                                | Jake Douglas          | díl: „Filthy Bro Day“                                    |
| 2020       | Zelenáč                                  | Cisco Fane            | díl: „The Hunt“                                          |
| 2021       | Námořní vyšetřovací služba               | Luke Stana            | díl: „Hlídací pes“                                       |